# Mwerlap
Le mwerlap (ou merlav) est une langue parlée par 1 100 personnes au nord du Vanuatu dans les îles Banks, principalement à Mere Lava. 
Comme toutes les langues autochtones du Vanuatu, le mwerlap appartient au groupe des langues océaniennes, lui-même une branche de la grande famille des langues austronésiennes.

## Répartition géographique
La population parlant le mwerlap se répartit entre plusieurs îles : 
- environ 650 locuteurs sur l’île Mere Lava ;
- environ 350 locuteurs sur la côte est de Gaua ;
- 12 locuteurs sur l’îlot Merig, entre Gaua et Mere Lava ;
- quelques familles vivant dans les deux villes du pays, Port-Vila et Luganville.

## Phonologie

### Voyelles
Le mwerlap a neuf voyelles et trois diphtongues.
|             | Antérieures | Centrales | Postérieures |
| ----------- | ----------- | --------- | ------------ |
| Fermées     | [i]         | [ʉ]       |              |
| Pré-fermées | [ɪ]         |           | [ʊ]          |
| Mi-fermée   |             | [ɵ]       |              |
| Mi-ouvertes | [ɛ]         | [ɞ]       | [ɔ]          |
| Ouverte     |             | [a]       |              |

Les diphtongues sont : /ɛ͡a/, /ɔ͡ɞ/, /ʊ͡ɵ/.